# Hilandarklostret
Hilandarklostret (serbiska: Манастир Хиландар/Manastir Hilandar, grekiska: Μονή Χιλανδαρίου) är ett serbisk-ortodoxt kloster beläget på berget Athos i Grekland.
Klostret är en av de största helgedomarna inom den serbisk-ortodoxa kyrkan och är en ovärderlig kulturskatt från det medeltida Serbien.

## Historik
Hilandarklostret grundades 1198 av det serbiska helgonet Sankt Sava och hans far, Stefan Nemanja, storžupan av Raška. Stefan Nemanja blev senare själv munk i klostret under namnet Simeon.

## Övrigt
Hilandarklostret är aktivt än idag och bebos av serbiska munkar. Dess bibliotek innehåller ett stort arkiv med medeltida krönikor och kungliga fribrev.

## Bilder

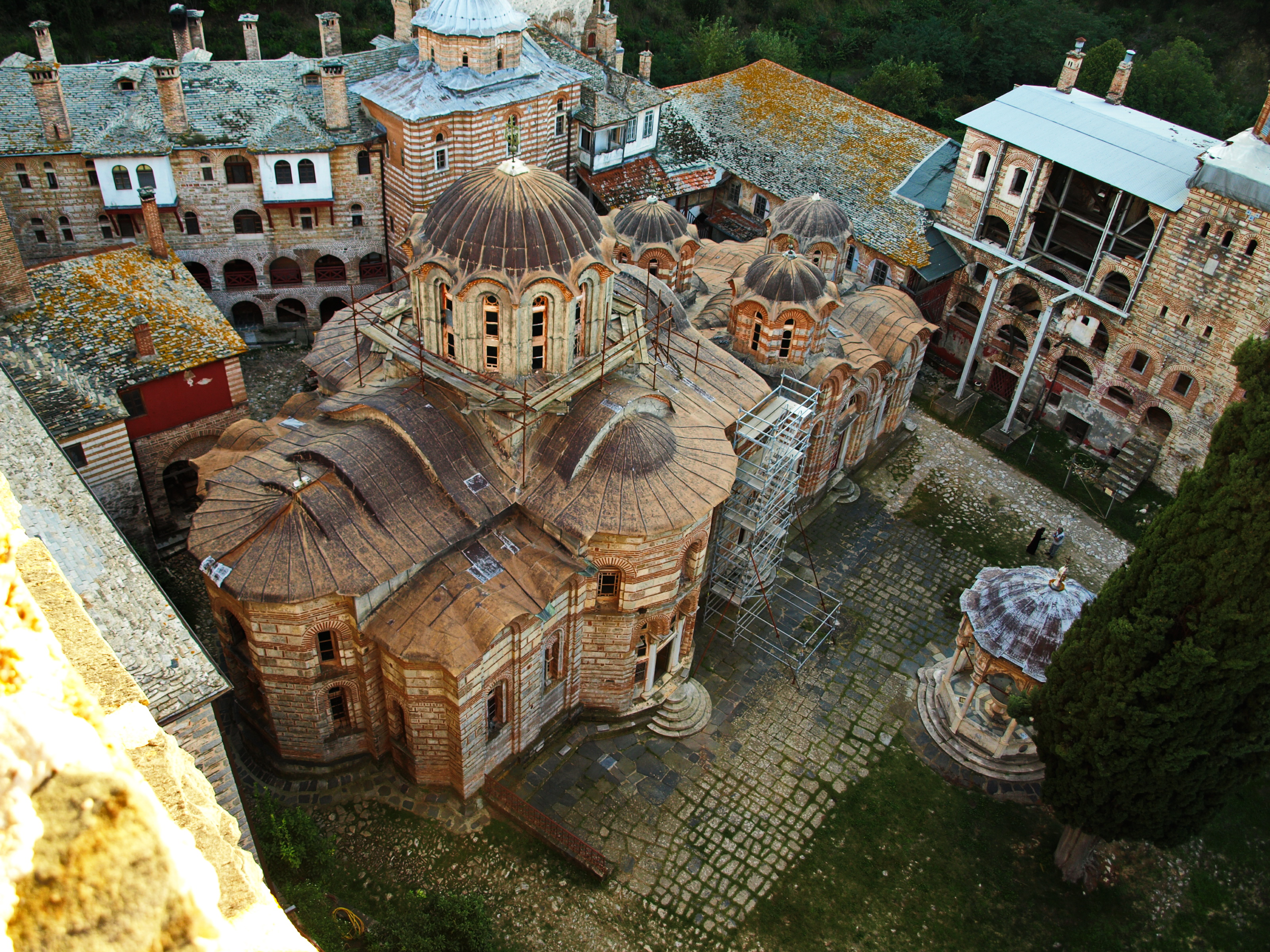
Klosterkyrkan.
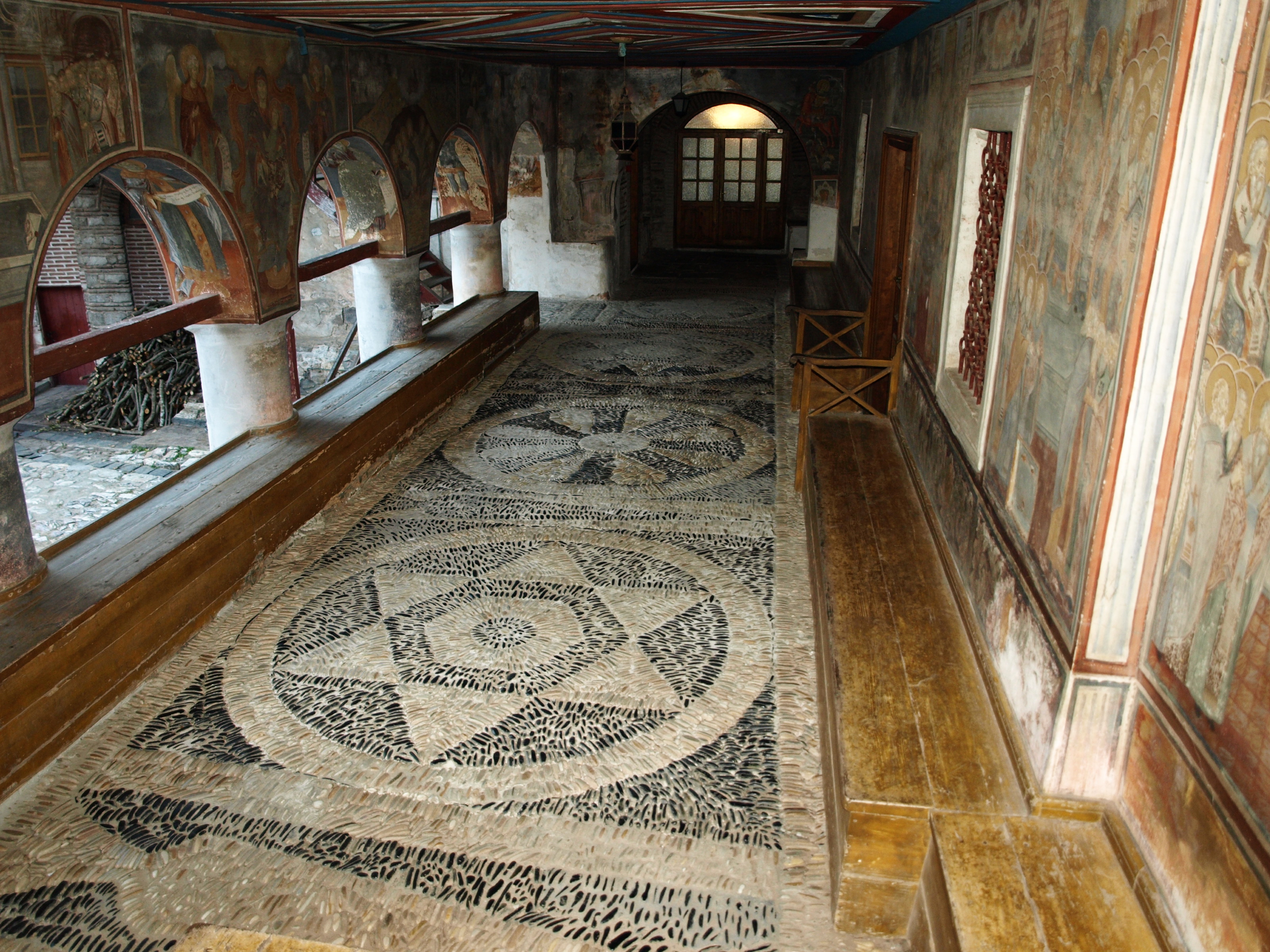
Klostrets interiör.
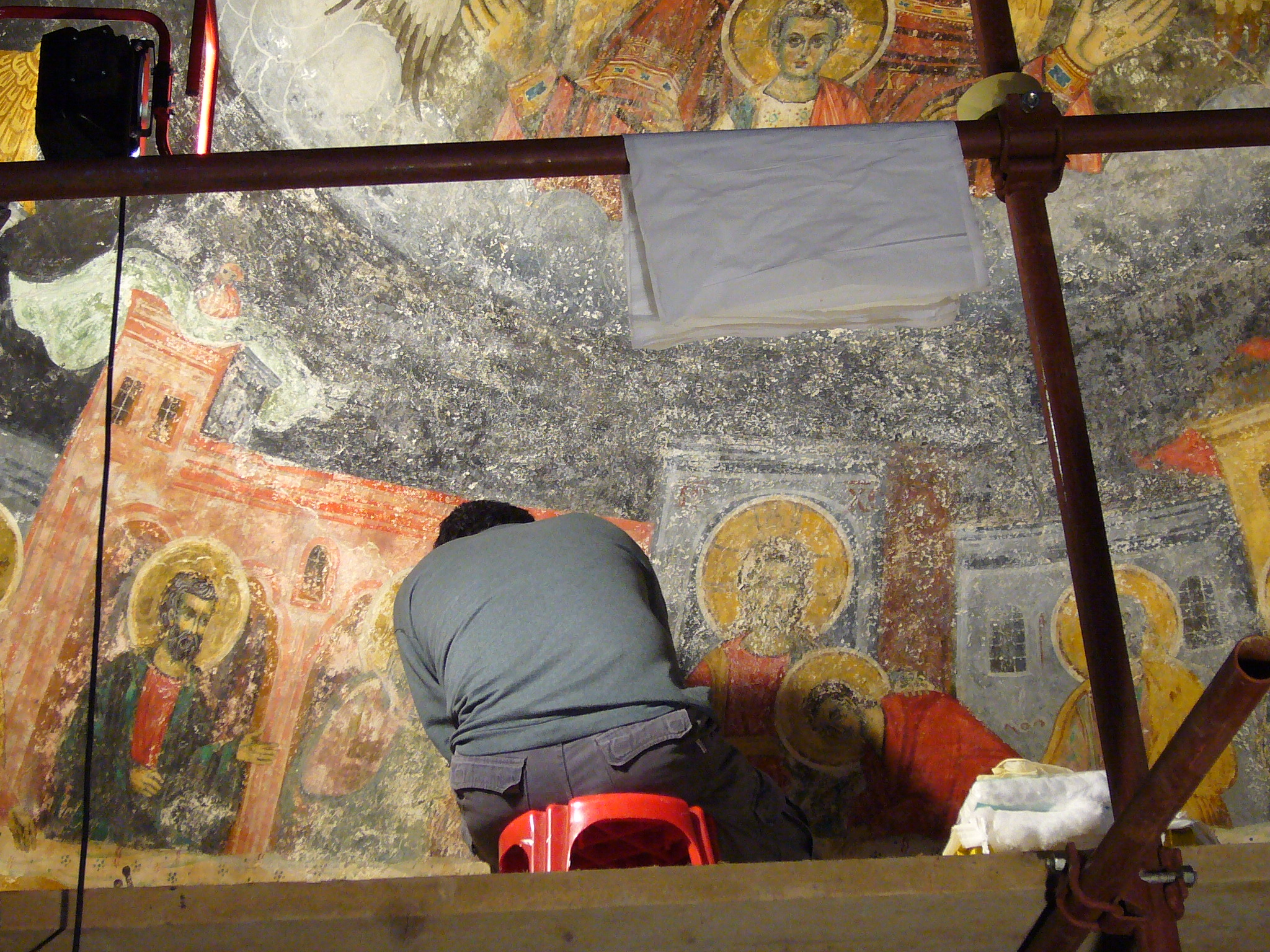
Arbete med en av freskerna.